# Имай-Кармалы
Имай-Кармалы (баш. Имай-Ҡарамалы) — село в Давлекановском районе Башкортостана. Административный центр Имай-Кармалинского сельсовета.

## Географическое положение
Расстояние до:
- районного центра (Давлеканово): 37 км,
- ближайшей ж/д станции (Давлеканово): 37 км.
- До деревни Ташлы-Шарипово:7 км.
- До деревни Ташлатамак :3 км.

## Население
| 2002 | 2009 | 2010 |
| ---- | ---- | ---- |
| 348  | ↘325 | ↗330 |

### Национальный состав
Согласно переписи 2002 года, преобладающая национальность — татары (77 %).

## Религия
В селе есть мечеть.

## Известные уроженцы
- Теляшев, Гумер Гарифович (1931—2016) — советский и российский учёный в области технологии нефтепереработки, Герой Социалистического Труда.